# 4017 Діснея
4017 Діснея (4017 Disneya) — астероїд головного поясу, відкритий 21 лютого 1980 року.
Тіссеранів параметр щодо Юпітера — 3,412.